# Qaryat Omar al-Mukhtar
Qaryat Omar al-Mukhtar (in arabo قرية عمر المختار‎?) è un villaggio della Libia, nella regione della Cirenaica.

## Storia
Fu fondato nel 1938, in epoca coloniale con il nome di Mameli in onore di Goffredo Mameli. Fino ad oggi, vi si trova una chiesa dell'epoca coloniale.